# Rampart (videogioco)
Rampart è un videogioco arcade del 1990 prodotto e sviluppato da Atari Games, basato sulla costruzione di fortezze di età moderna e sul combattimento a cannonate. È considerato il primo titolo del genere tower defense.
Il videogioco è stato convertito per numerosi computer e console dell'epoca. Più recentemente venne incluso in raccolte di emulazioni per piattaforme aggiornate, della serie Midway Arcade Treasures o Midway Arcade Origins.

## Modalità di gioco
Il gioco si svolge con visuale fissa dall'alto su un territorio punteggiato da castelli. Ogni giocatore possiede una fortezza costituita da una cinta di mura di qualsiasi forma che circonda almeno un castello. In giocatore singolo, una parte del territorio è coperta dal mare e i nemici arrivano sotto forma di velieri. La modalità multigiocatore è competitiva in simultanea e il territorio è diviso in aree dedicate a ciascun giocatore, separate da fiumi; il cabinato arcade era in versione per un massimo di tre giocatori, con controllo a trackball, oppure per due giocatori, con controllo a joystick.
A inizio partita si sceglie un castello e si ottiene automaticamente una prima semplice fortezza attorno ad esso. Quindi si ripetono ciclicamente tre fasi, tutte con uno stretto limite di tempo. Nella prima fase ogni giocatore deve piazzare un numero limitato di cannoni all'interno delle proprie mura.
Quindi si passa alla fase di combattimento, dove si devono distruggere gli assalitori controllati dal computer o le mura e i cannoni degli avversari umani. Tramite un mirino unico si puntano tutti i propri cannoni e si sparano palle in serie, che impiegano qualche istante ad arrivare sul bersaglio. Nel frattempo le eventuali navi controllate dal computer sparano alla fortezza e avanzano verso la costa; se riescono a raggiungerla sbarcano delle unità di terra che intralciano la costruzione. 
La fase successiva è la riparazione e ampliamento delle proprie mura. Si ricevono uno alla volta piccoli tratti di mura di forme variabili, simili ai pezzi di Tetris, che si possono ruotare e posizionare sul terreno libero. Allo scadere del tempo si deve avere nuovamente almeno una cinta di mura continua attorno a un castello, altrimenti si perde la partita. Espandendo le mura all'esterno e creando una cinta più grande o più cinte, si possono inglobare altri castelli, aumentando così il proprio territorio, il punteggio e, soprattutto, il numero di cannoni disponibili. Si ritorna quindi alla fase di piazzamento cannoni.

### Conversioni
La modalità multigiocatore con fino a tre giocatori è mantenuta anche nelle versioni Commodore 64 e MS-DOS, mentre nelle altre conversioni il numero massimo è ridotto a due. Le console portatili supportano due giocatori con collegamento via cavo.
La versione SNES, oltre al gioco normale, ha una modalità super, con nuovi scenari a scorrimento in prospettiva 3D, artiglierie più potenti e boss nemici.
La versione MS-DOS, oltre al gioco normale, ha una modalità avanzata, dove il territorio contiene anche case che fanno da ostacoli, e il giocatore può ottenere anche supercannoni o mongolfiere che fanno passare dalla propria parte un'unità nemica.
Su Game Boy i nemici in giocatore singolo sono unità di terra, e il territorio viene mostrato una parte alla volta.
Nel caso del Nintendo Entertainment System, oltre alla conversione più fedele della Jaleco, ne uscì una distinta con molte varianti, edita da Konami.